# Daniel Alomía Robles
Daniel Alomia Robles (født 3. januar 1871 i Huánuco - død 17. juli 1942 i Chosica, Peru) var en peruviansk komponist, pianist og etnolog.
Robles er nok mest kendt for sin komposition El Cóndor Pasa fra (1913), som sangeren Paul Simon og partneren Art Garfunkel gjorde kendt i (1970). Robles sang i kor som barn, og studerede senere klaver og harmonilærer. Han kom til Lima (1892) med sin familie, hvor han studerede musik på San Marcos Universitet. Robles har skrevet over 700 populærmusik kompositioner, hvoraf 338 er sange som han er mest kendt for. Han har også skrevet orkesterværker og operaer, men de fleste af hans kompositioner er peruvianske folklore sange. Robles rejste rundt i Peru og andre dele af Sydamerika, hvor han studerede især Inka indianernes musik, og musikken fra forskellige landsbyer beliggende i Andesbjergene og i Amazonas regnskov. Robles boede i New York (1919-1933), hvor han levede som komponist og hvor hans værker blev meget værdsat af flere forskellige teatre og musikselskaber såsom Carnegie og Guggenheim. Han vendte tilbage til Lima (1933) , hvor han blev leder af Kunst og Kultur afdelingen i Undervisningsministeriet. Robles døde af blodforgiftning i byen Chosica, som ligger 30 km fra Lima (1942).

## Udvalgte værker
- El Cóndo Pasa (1913) - sang
- Illa Cori (1914) - opera